# Mogens Thrane

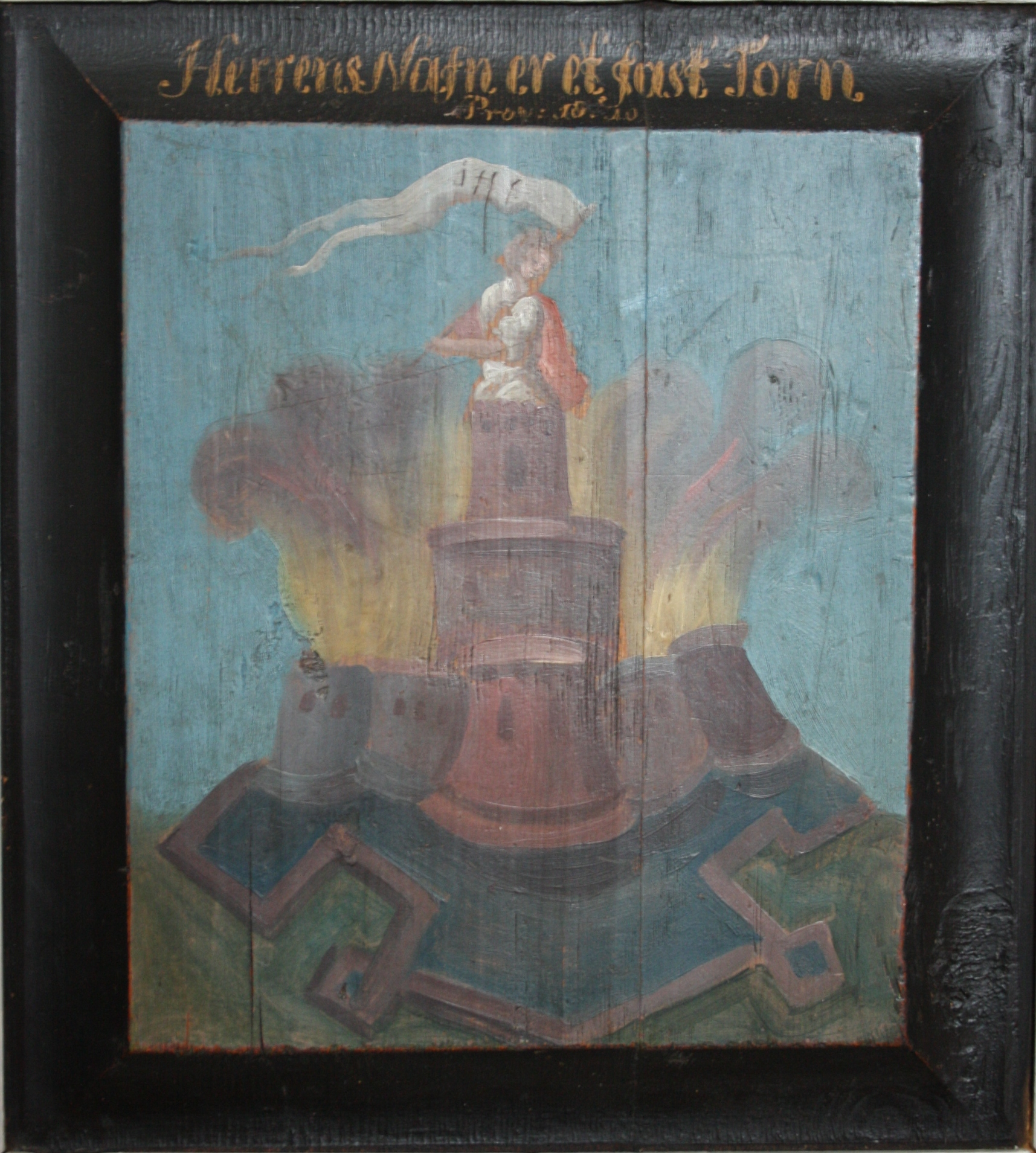
Een van Thranes embleemschilderijen uit de Sortebrødre-kerk in Viborg. Tekst: De naam van de Heer is een stevige doorn. Spreuken. 18:10

Mogens Christian Thrane (gedoopt op 11 augustus 1697 in Ålum bij Randers - 27 augustus 1764 in Viborg) was een Deense schilder die vooral bekend staat om zijn decoraties in kerken in Jutland.
Thrane trouwde met Beate Laursdatter Laurbierg en samen kregen ze 4 kinderen, van wie er één, Jens Thrane de jongere, in de voetsporen van zijn vader en grootvader trad en schilder werd. Alle drie, waarvan Mogens Christian Thrane als de belangrijkste wordt beschouwd, hielden zich bezig met het decoreren van kerkbanken in kerken en schilderingen in landhuizen in Jutland. In 1753 stierf Beate en Mogens trouwde in hetzelfde jaar met Judithe Juliane Buch. Het echtpaar verhuisde naar Viborg.

## Emblematische schilderingen
Thrane staat bekend om zijn allegorische afbeeldingen. Zijn werk is onder meer te vinden in de Sortebrødre-kerk in Viborg, Horsens Klosterkirke en een kerk in Nørup. De schilderingen in de kerk in Viborg zijn aangebracht in de periode 1734-1736, die in de kloosterkerk in Horsens in 1738.
De schilderingen zijn op de deuren van de kerkbanken en langs de wanden aangebracht op houten panelen. Deze kleine schilderingen zijn gemodelleerd naar de zogenaamde heilige emblemen, emblemata sacra, die vooral in de 17e en 18e eeuw in de mode waren. De beeldtaal van Thrane gaat ten dele terug op het boek Emblemata sacra van Daniel Cramer, gepubliceerd in Frankfurt in 1624 en refereert aan de nog vroegere Emblemata van Andrea Alciato uit 1531. Een (drieledig) embleem, zoals Alciato's emblemata, bevat een motto (inscriptio), meestal met een moraliserende inhoud, en een afbeelding (pictura) die het motto illustreert en ten slotte een vers (epigram) of verklarende tekst (subscriptio).
In Thranes embleemschilderingen is het epigram weggelaten of vervangen door een verwijzing naar een Bijbelvers. Hij werkte niet letterlijk naar de vierledige emblemata van Cramer, maar gebruikte wel Cramers werk als voorbeeld. Ten minste 34 schilderingen in de Sortebrødre Kirke zijn terug te voeren op de boeken van Cramer. Veel gebruikte motieven in het werk van Thrane zijn het hart (brandend of gevleugeld), vuur en geraamten. Vanuit de groeiende interesse in wetenschap, techniek en natuur werden ook fysische verschijnselen behandeld in de meer didactische embleemboeken. Mogelijk ontleende Thrane daar de door hem gebruikte elementen aan als een Camera Obscura, lenzen en spiegels, en dieren als de olifant en schildpad.
Zijn werkgevers waren de rijken van die tijd, onder wie de koopman Gerhard de Lichtenberg (1697-1764) uit Horsens.
Mogens Thrane stierf op 27 augustus 1764 te Viborg.

## Werken
Werk van Mogens Thrane bevindt zich onder andere in:
- Sortebrødre-kerk in Viborg: schilderingen op kerkbanken.
- Horsens Kloosterkerk: schilderingen op en langs de kerkbanken.
- Nørup-kerk: schilderingen op deuren van de kerkbanken.
- Kapel Støvringgård: schilderingen voor altaar en preekstoel.
- Vestervigkerk: schildering in het hoofdveld van het altaarstuk.
- Karup Church: schildering in het hoofdveld van het altaarstuk.
- Linde kerk (bij Randers): portretten van evangelisten.
- Museum Dueholm Kloster, Nykøbing M: acht schilderingen uit de kerk van Lørslev.
- Den Gamle By in Aarhus: portret van Christian Jacobsen Drakenberg.

## Externe bronnen
- Dansk biografisk Leksikon, København 1943.
- https://web.archive.org/web/20090531102432/http://www.joanbedsted.dk/123%20hjemmeside/Vejle_amt/Norup%20sogn/norupkirke.htm
- Jens Lampe: Det mekaniske ur i Viborg-egnens malerkunst, Historisk Samfund for Viborg Amts årbog 1985.

## Galerij

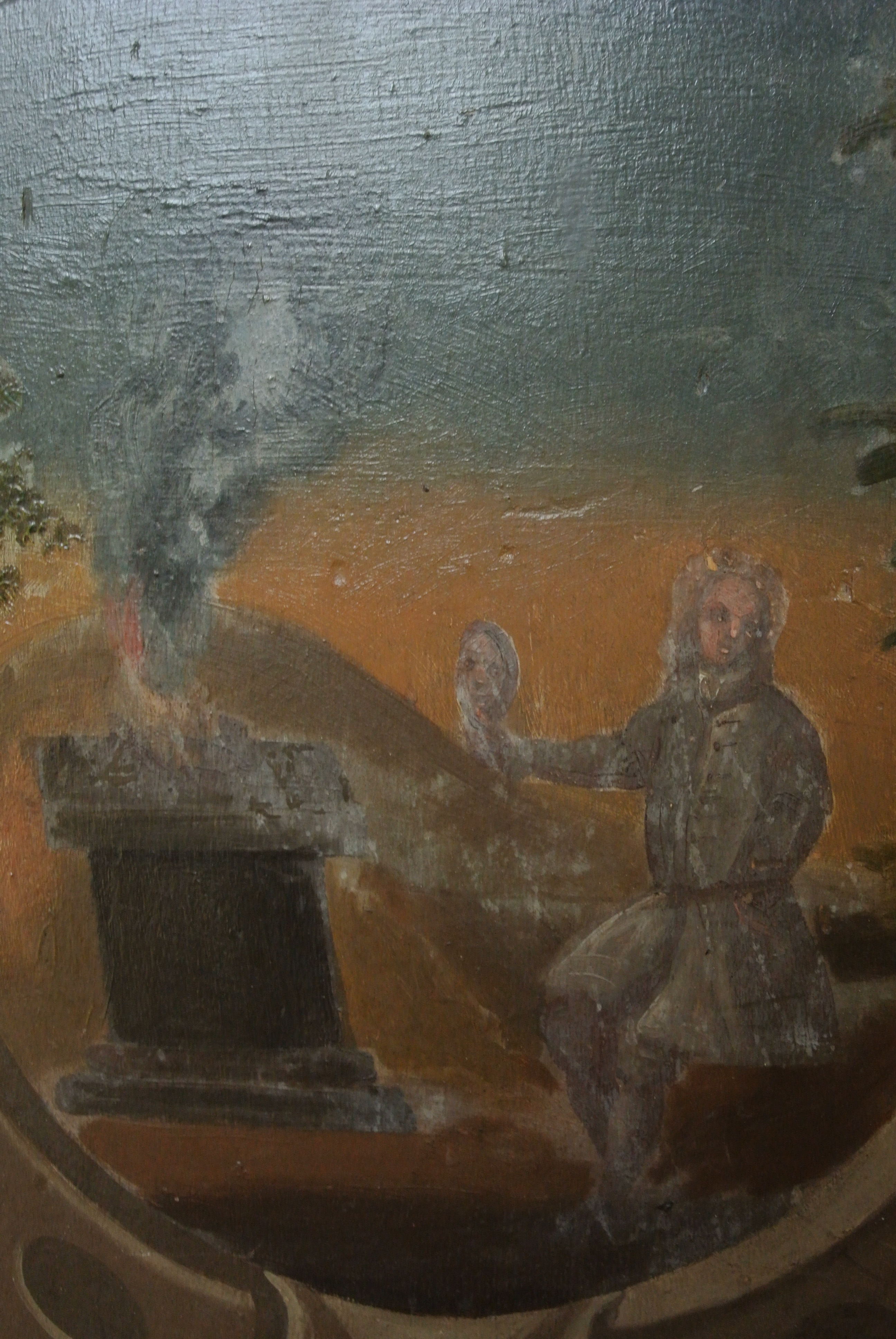
Detail van paneel in Horsens Klosterkirke, mogelijk zelfportret.
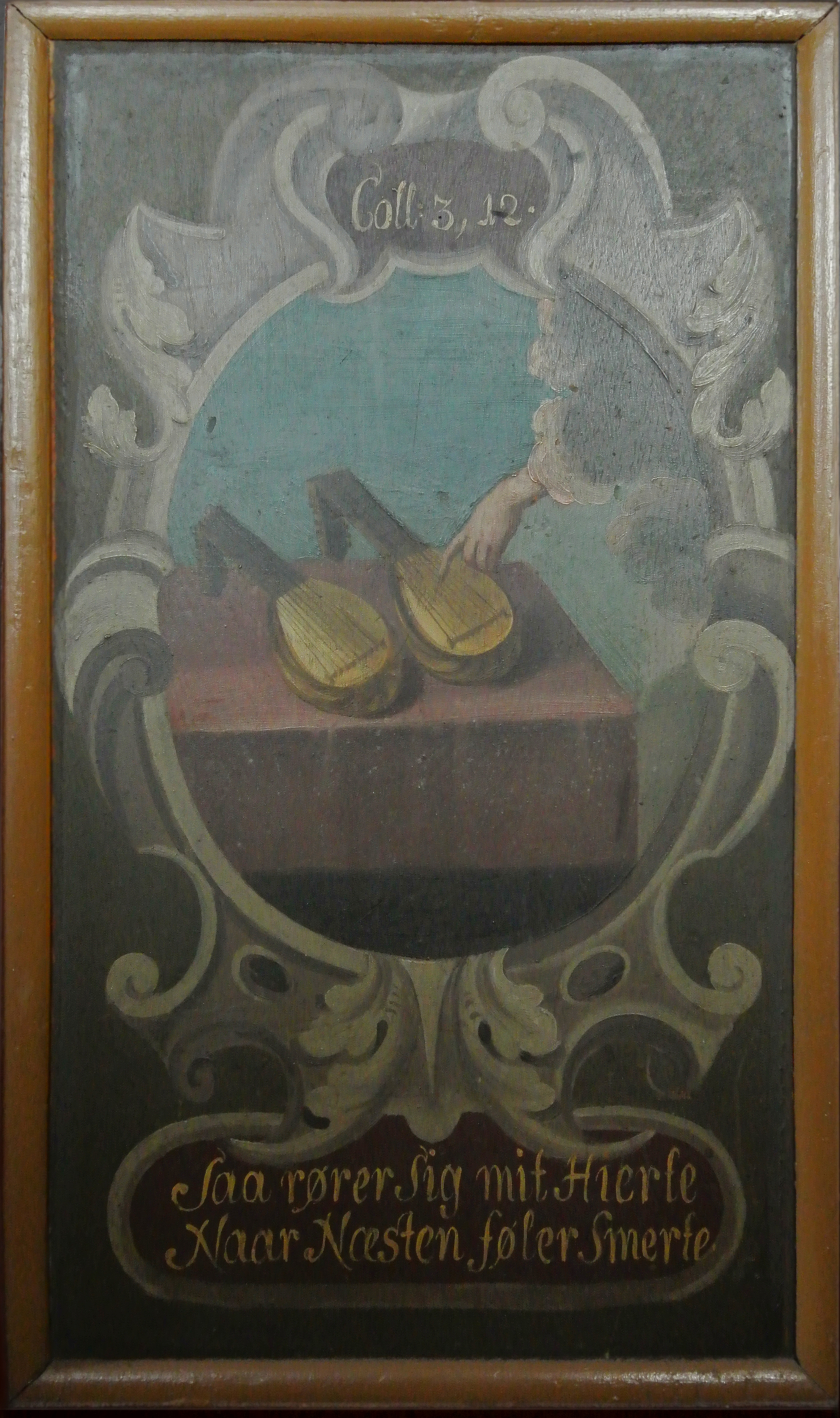
Detail van paneel in Horsens Klosterkirke.
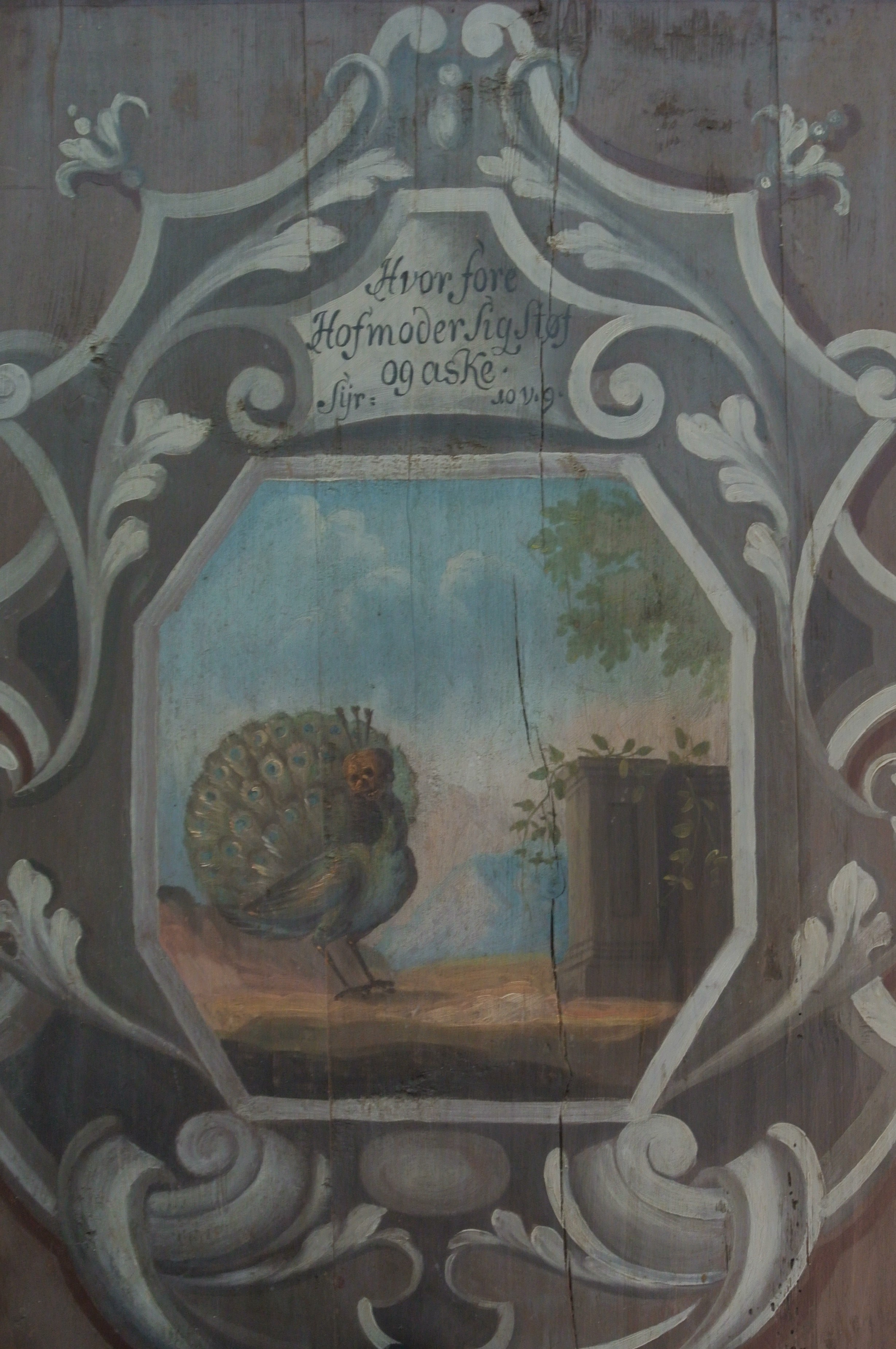
Detail van paneel in Sortebrødre Kirke Viborg.

- Bibliothèque nationale de France: cb13570471h (data)
- International Standard Name Identifier: 0000 0001 3972 8136
- KulturNav: 10901d05-4a10-433c-b942-d1622cb5a744
- Système universitaire de documentation: 052633985
- Virtual International Authority File: 205867486